# Svatý Marinus
Svatý Marinus byl podle legendy kameník z Loparu na Rabu, ostrově v Jaderském moři, který byl v té době součástí Římské říše.

## Život
Žil na přelomu třetího a čtvrtého století našeho letopočtu. Kvůli svému křesťanskému kázání byl z Loparu vyhoštěn a přesunul se na Apeninský poloostrov, kde kolem sebe na hoře Monte Titano vytvořil malou komunitu a založil klášter. Tato komunita stála údajně na počátku státu San Marino, pravděpodobně nejstarší stále existující republiky na světě. Oficiálně se jako den založení udává 3. září roku 301. Marinus byl prohlášen za svatého.